# Tour de Natur
 (juillet 2014).
Si vous disposez d'ouvrages ou d'articles de référence ou si vous connaissez des sites web de qualité traitant du thème abordé ici, merci de compléter l'article en donnant les références utiles à sa vérifiabilité et en les liant à la section « Notes et références ».
Le Tour de Natur (TdN) est une manifestation qui, depuis 1991, a lieu tous les ans en Allemagne. Pendant deux semaines ont lieu des actions visant à promouvoir une politique durable du transport ainsi qu'un mode de vie alternatif. Le point d'orgue de la manifestation est une randonnée à vélo, accompagnée de musique, de théâtre, de prestations acrobatiques et de débats.

## Galerie 2008

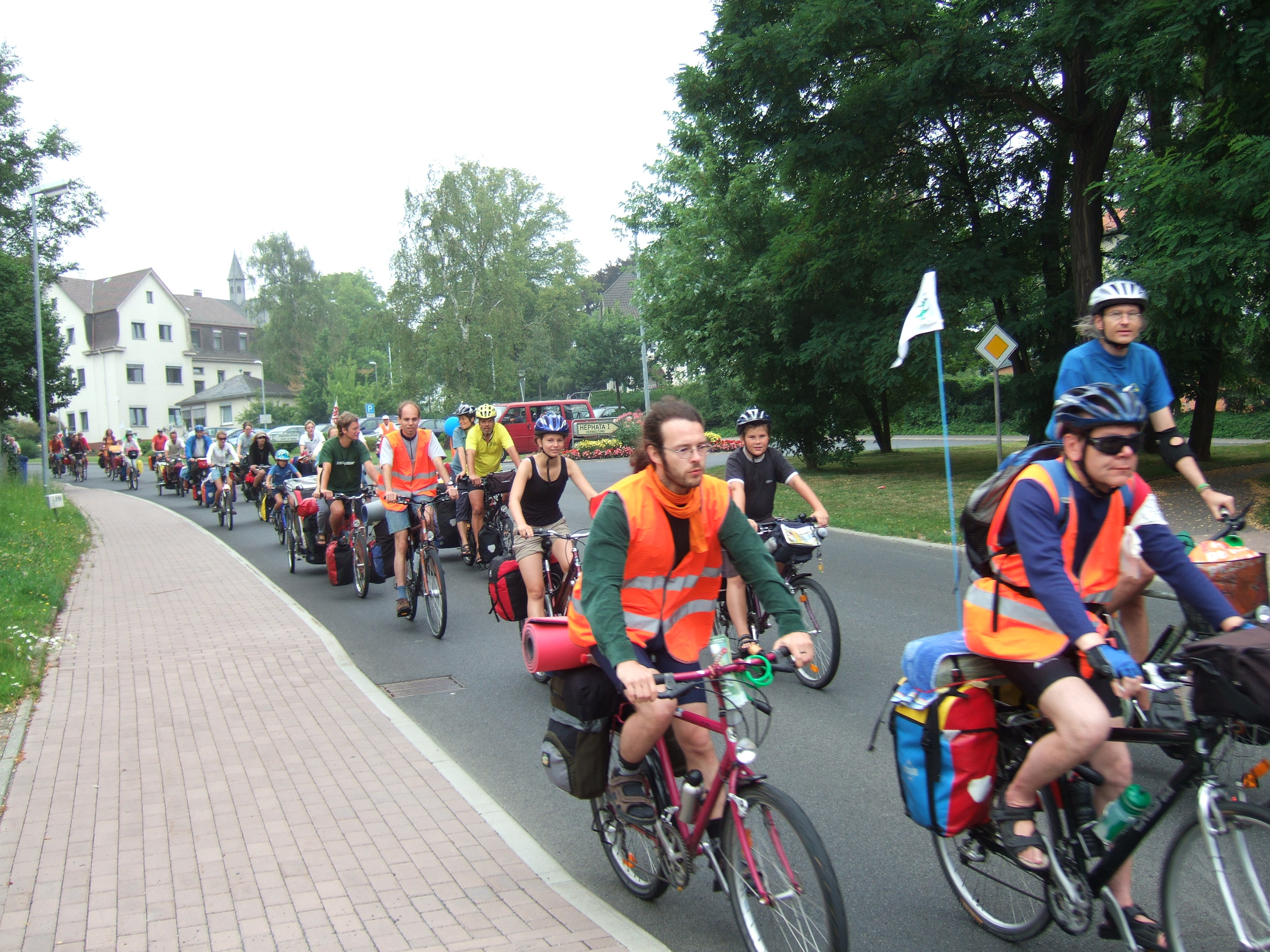
Vers Hephata (Schwalmstadt) à Treysa (Schwalmstadt)
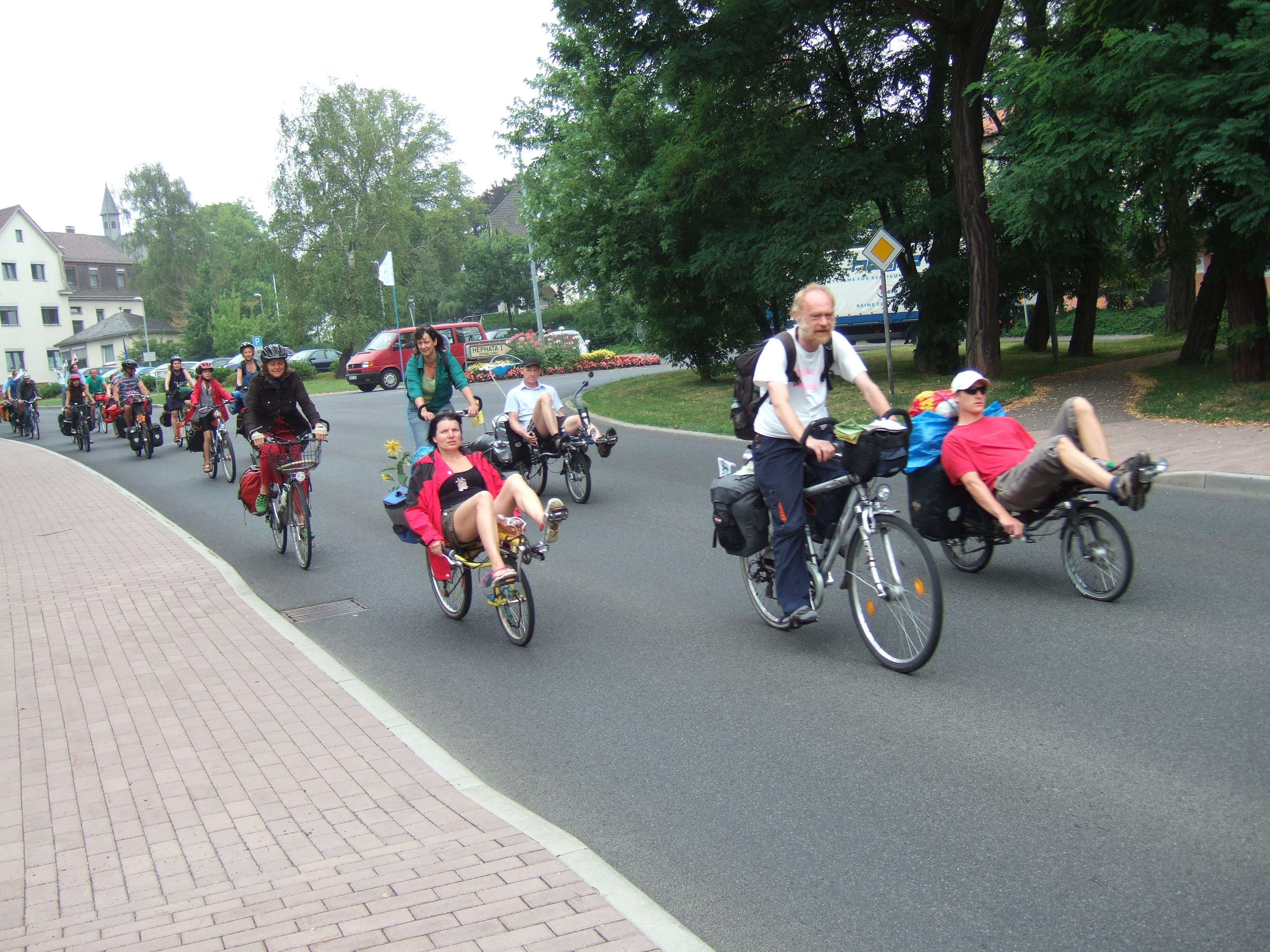
Vers Hephata à Treysa (Schwalmstadt)
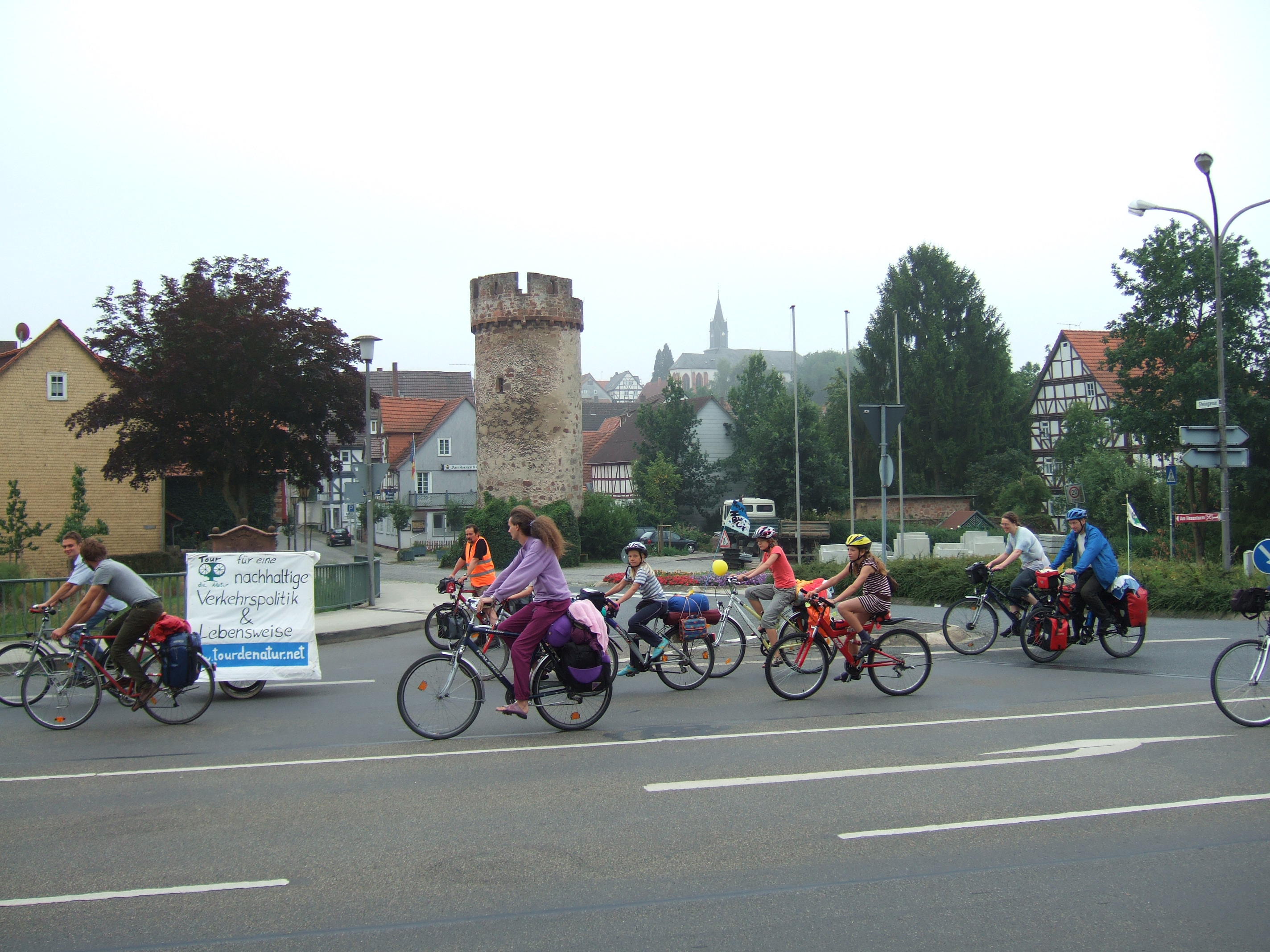
Devant la vieille ville à Treysa (Schwalmstadt)
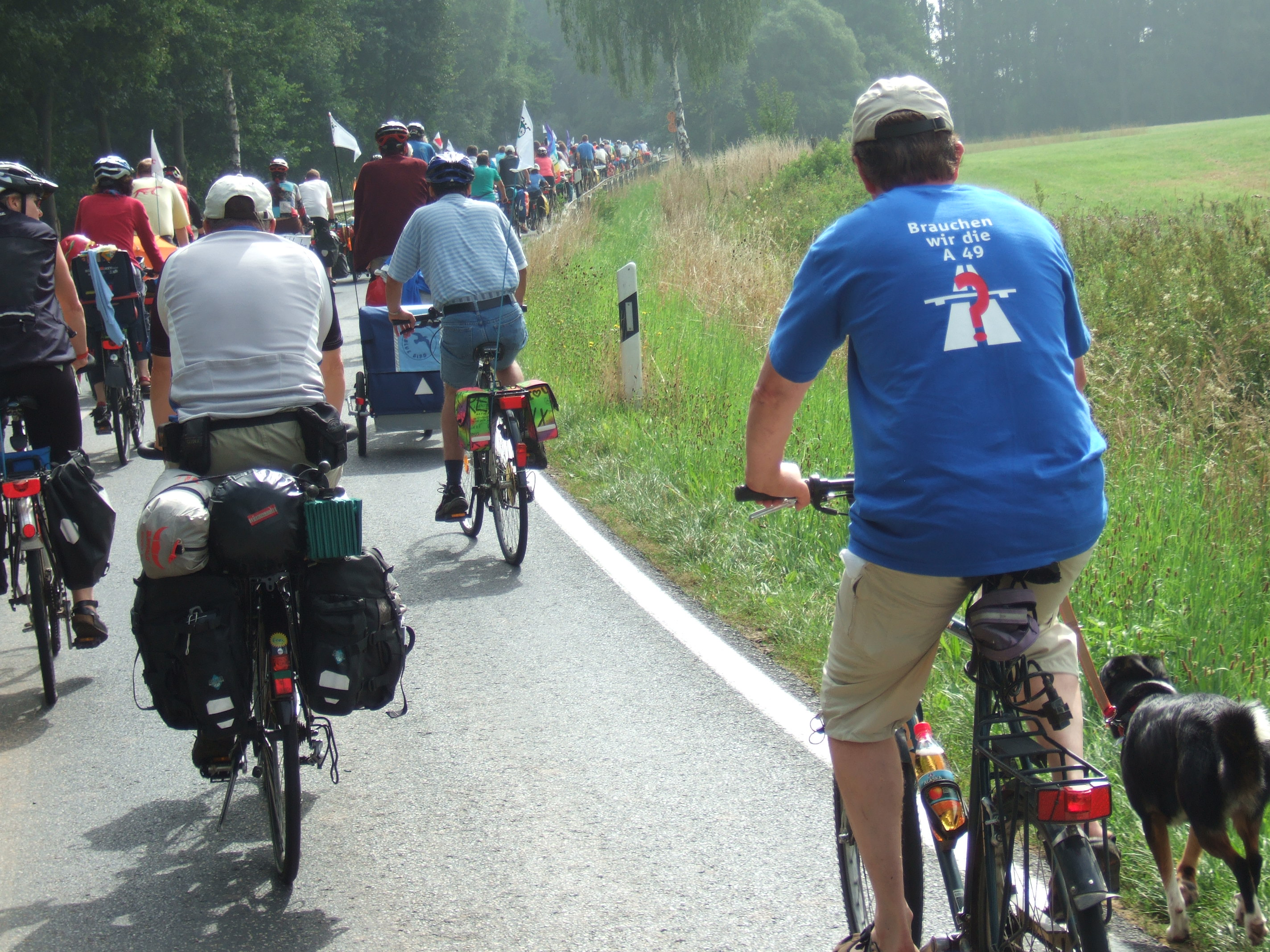
Entre Allendorf (Schwalmstadt) und Michelsberg (Schwalmstadt)
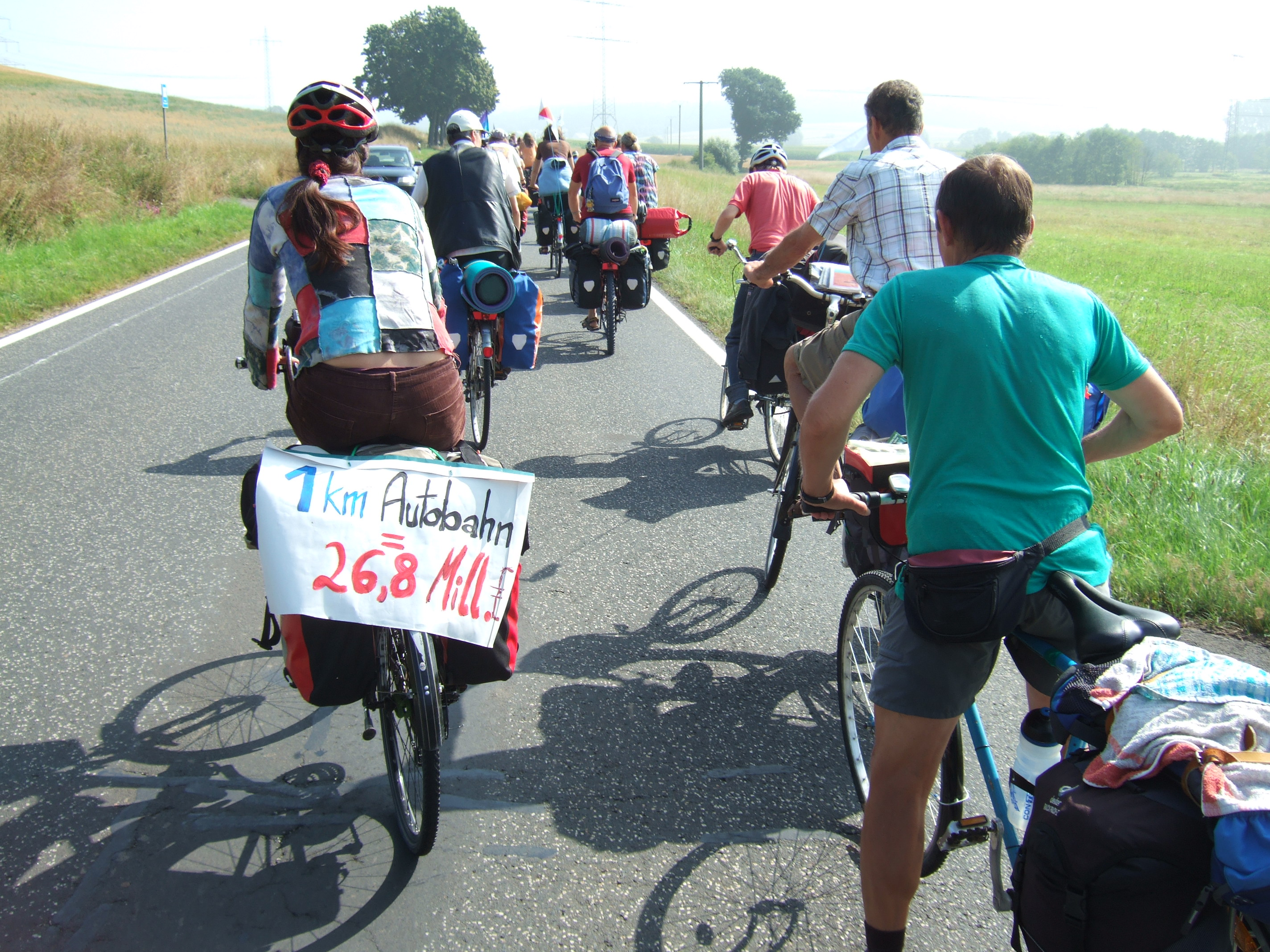
Entre Allendorf et Michelsberg (Schwalmstadt)
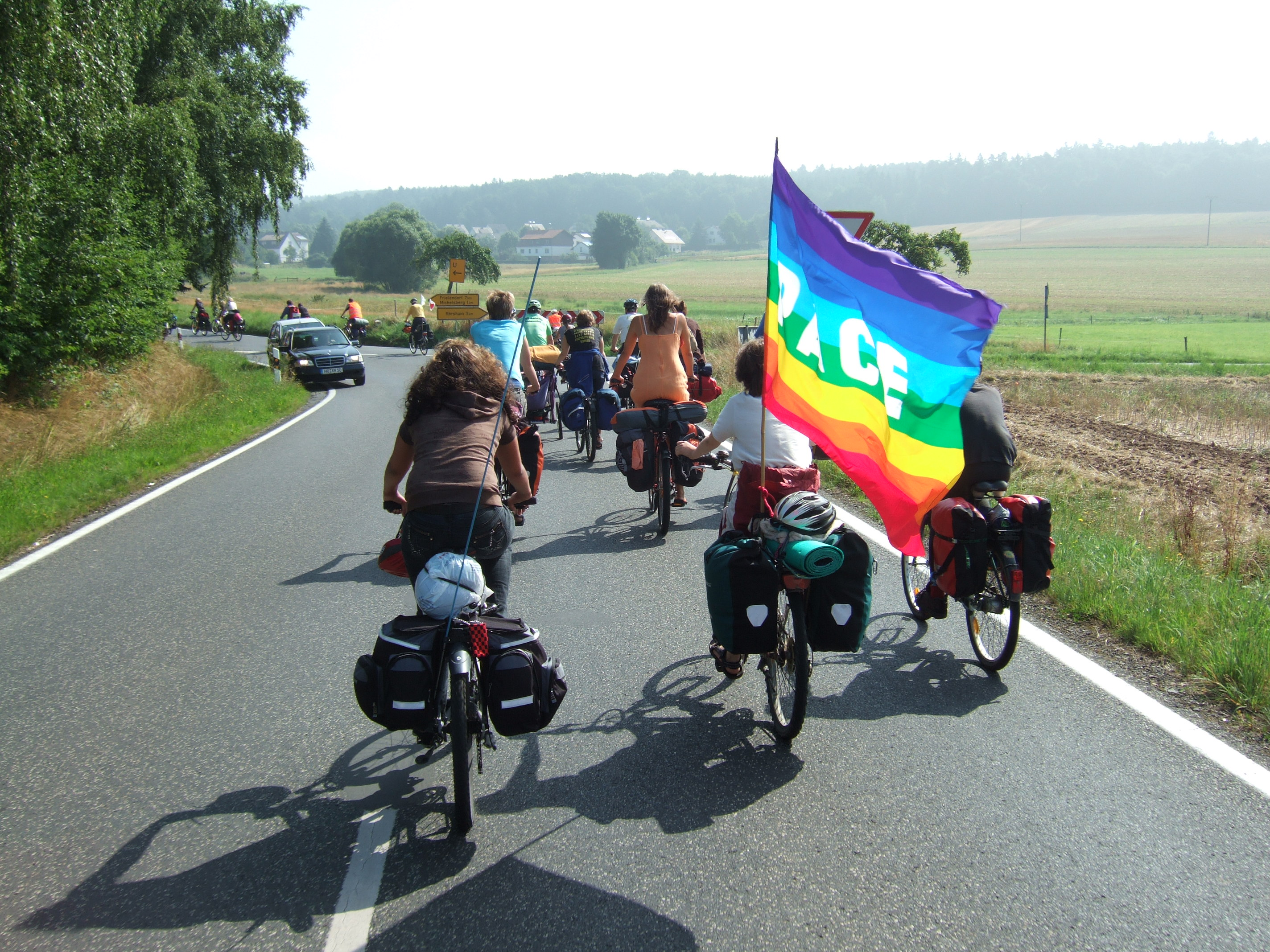
Peu avant Michelsberg (Schwalmstadt)
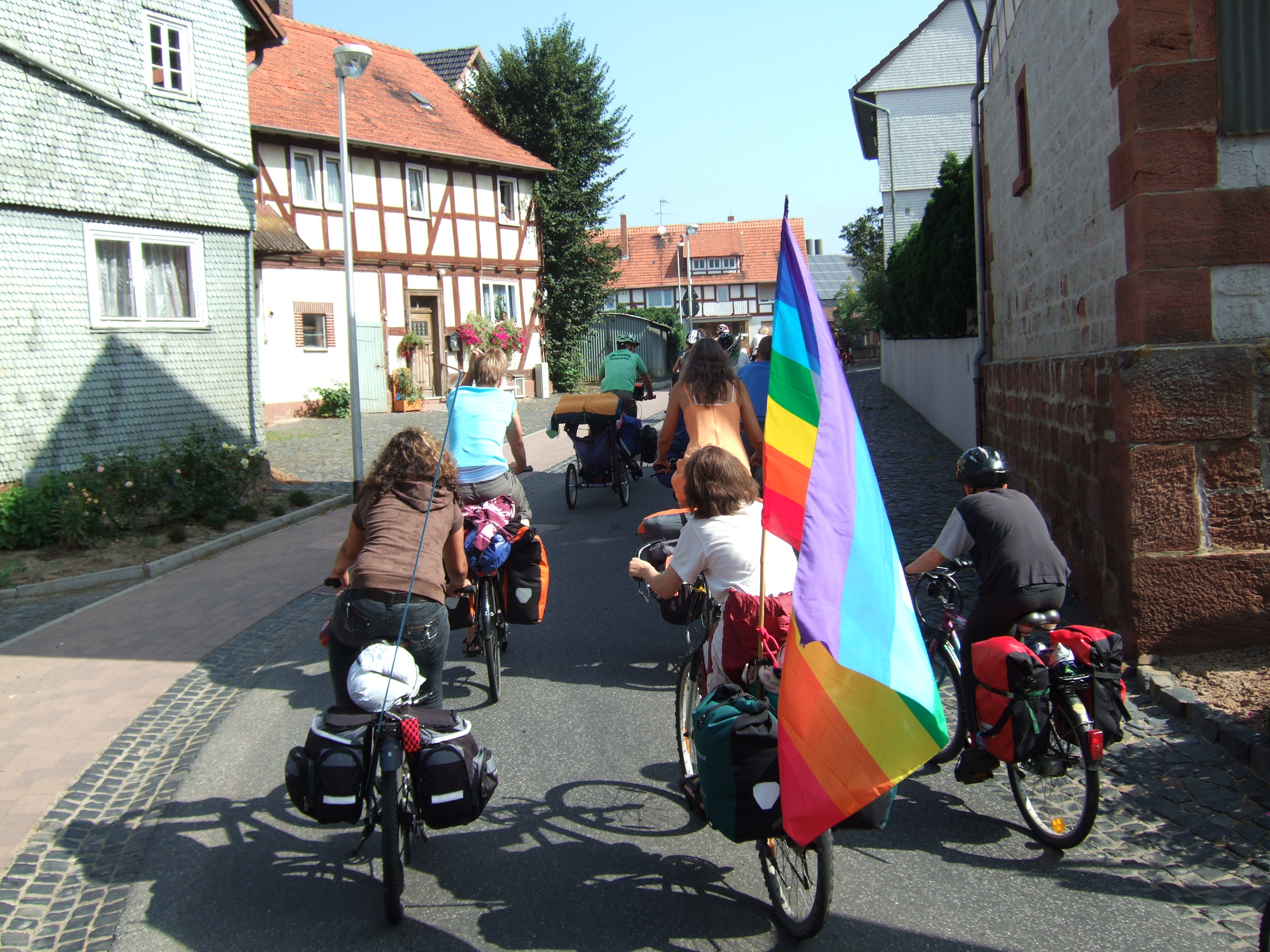
A Michelsberg (Schwalmstadt)
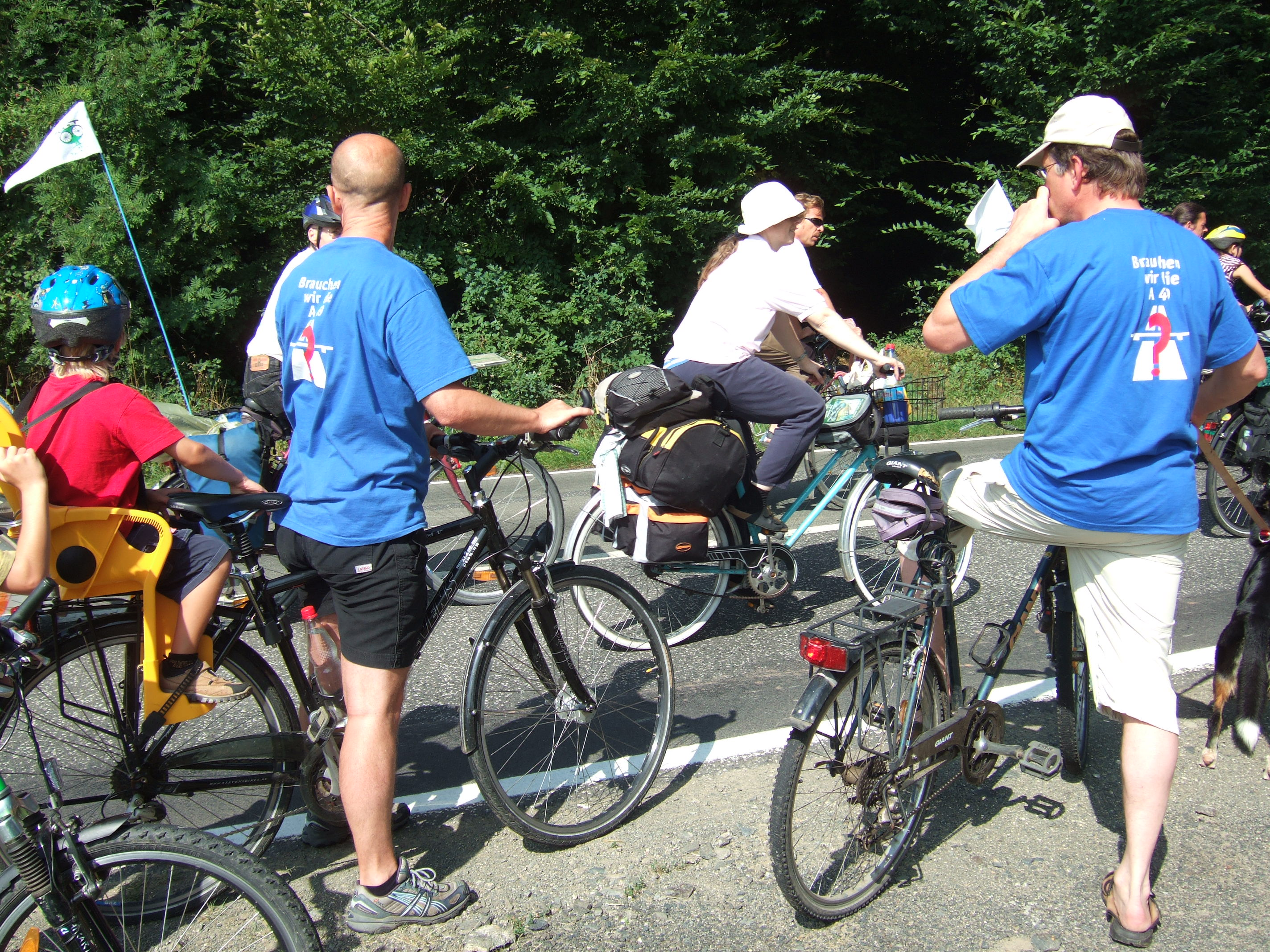
Entre Michelsberg (Schwalmstadt) et Dorheim (Neuental)
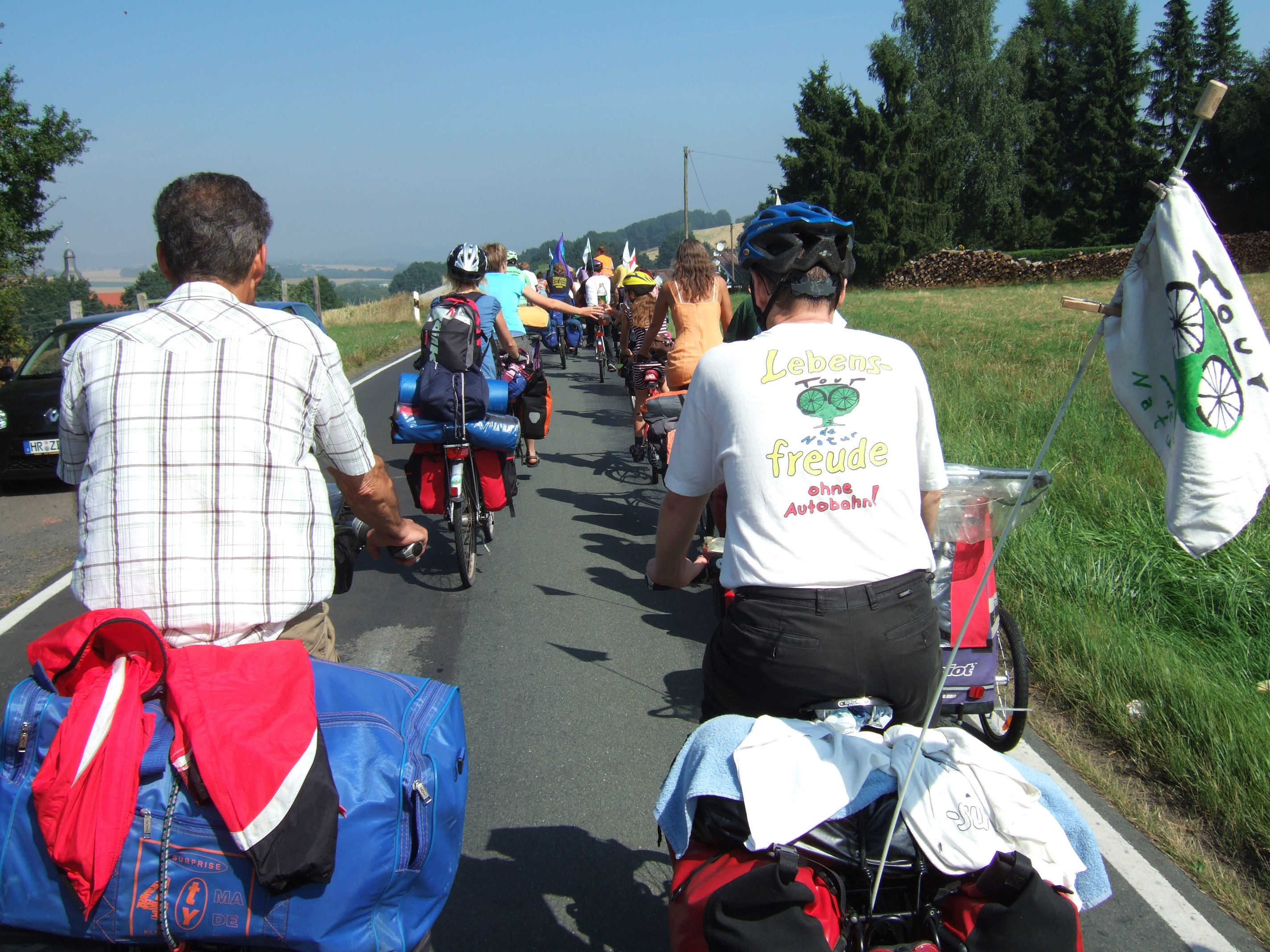
Peu avant Waltersbrück (Neuental)
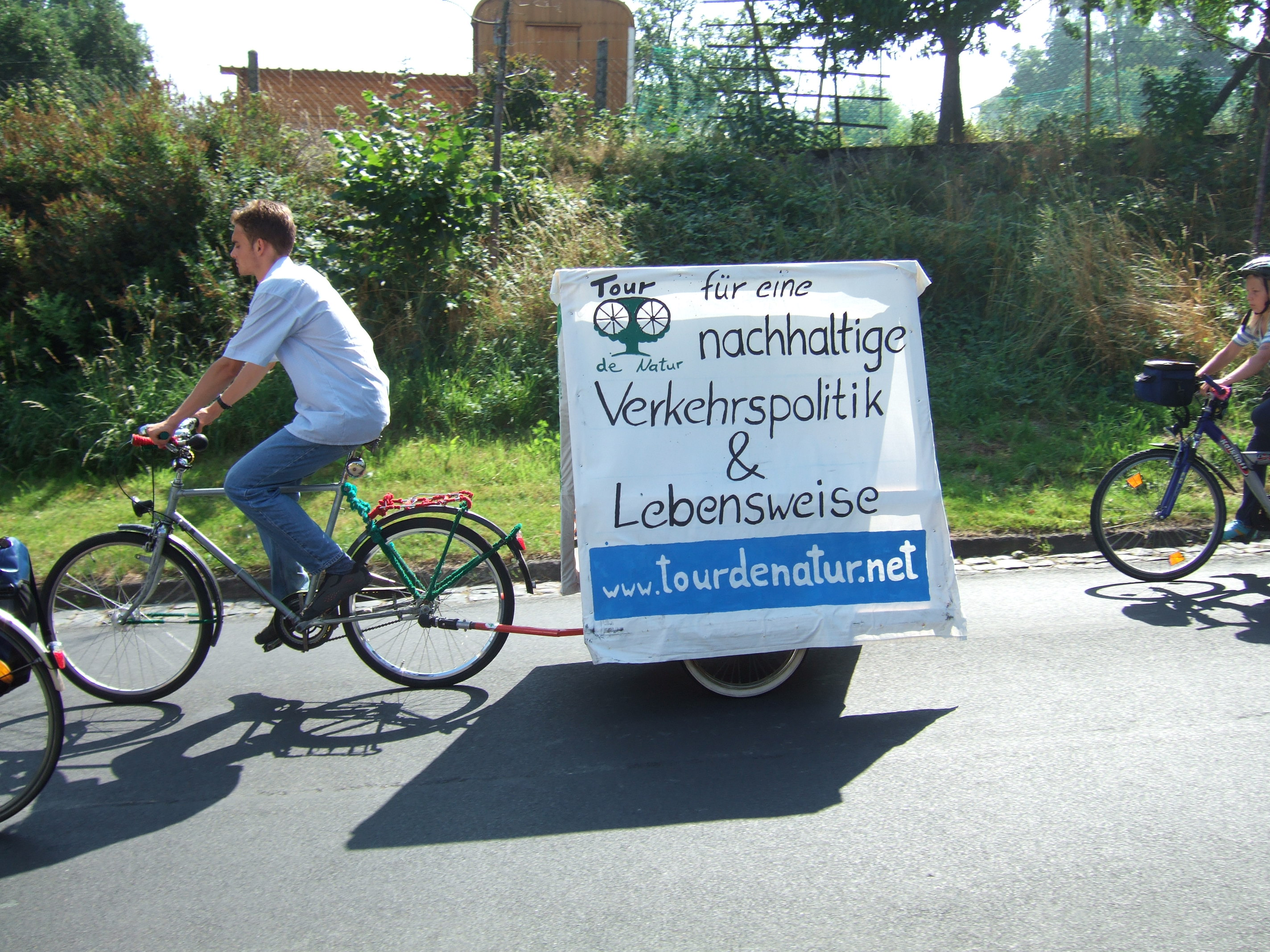
Slogan de Tour de Natur 2008 à Waltersbrück (Neuental)